# رؤوس السرخس

رؤوس سرخس

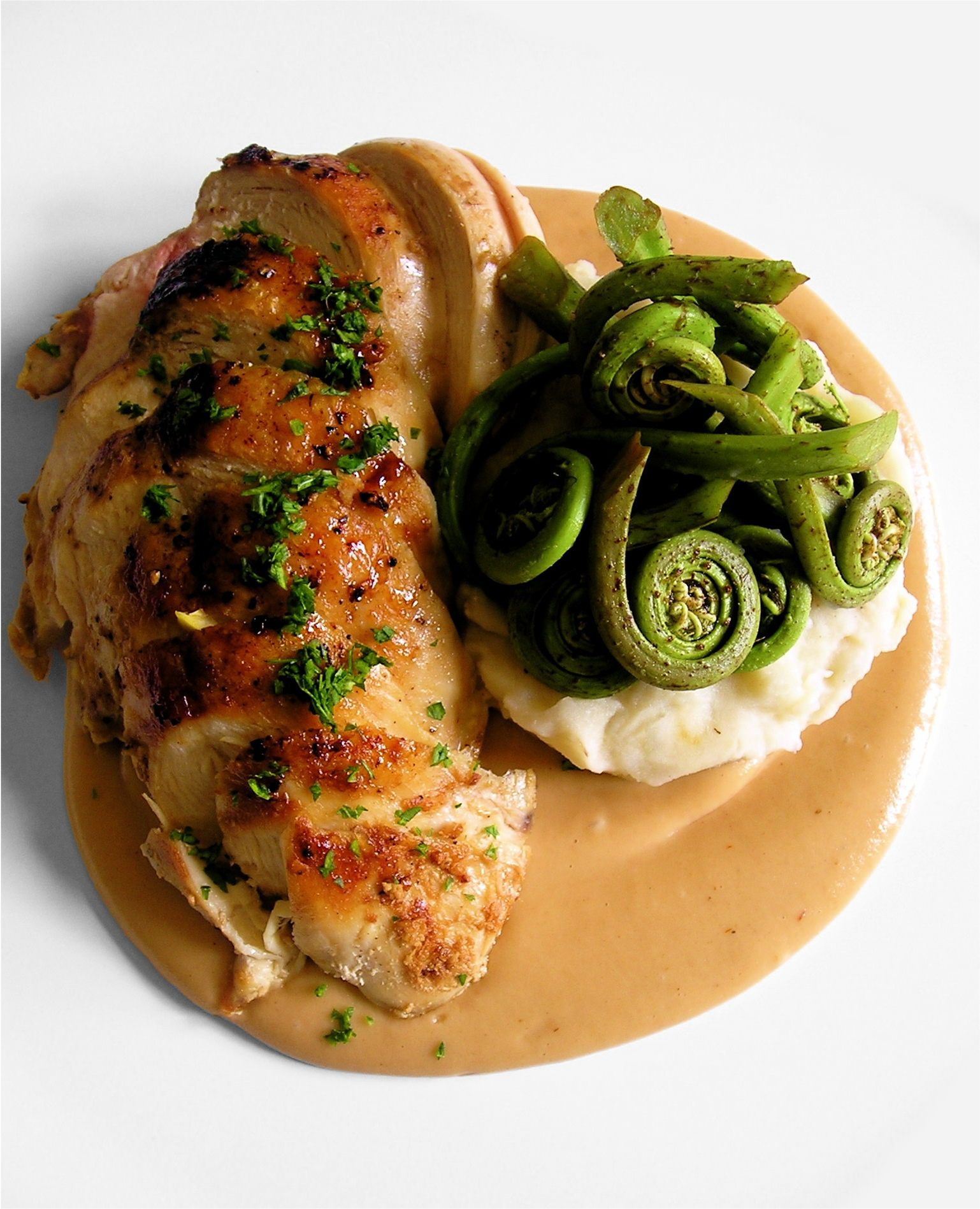
طبق دجاج يحتوي على السرخس

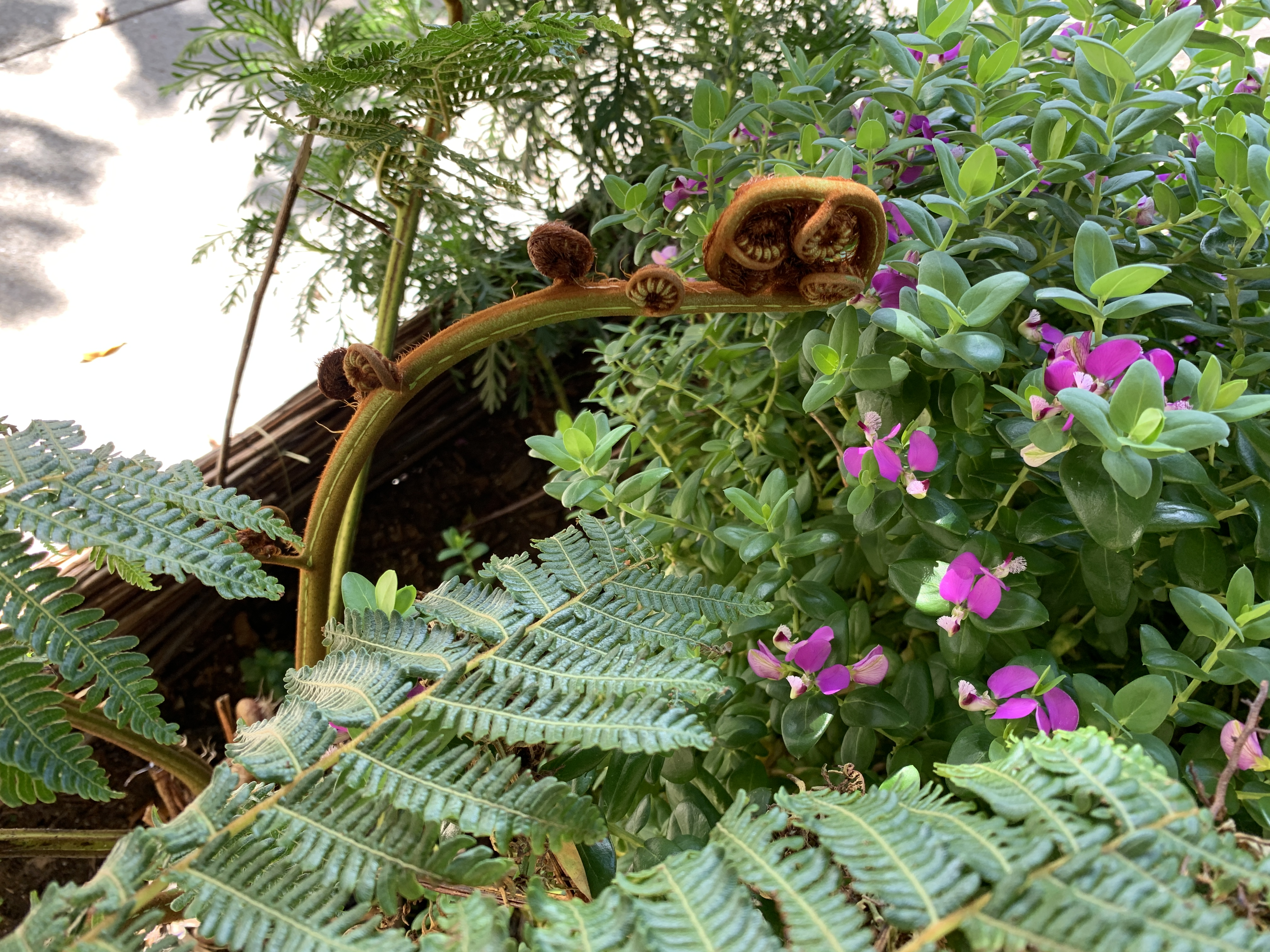
زراعة السرخس

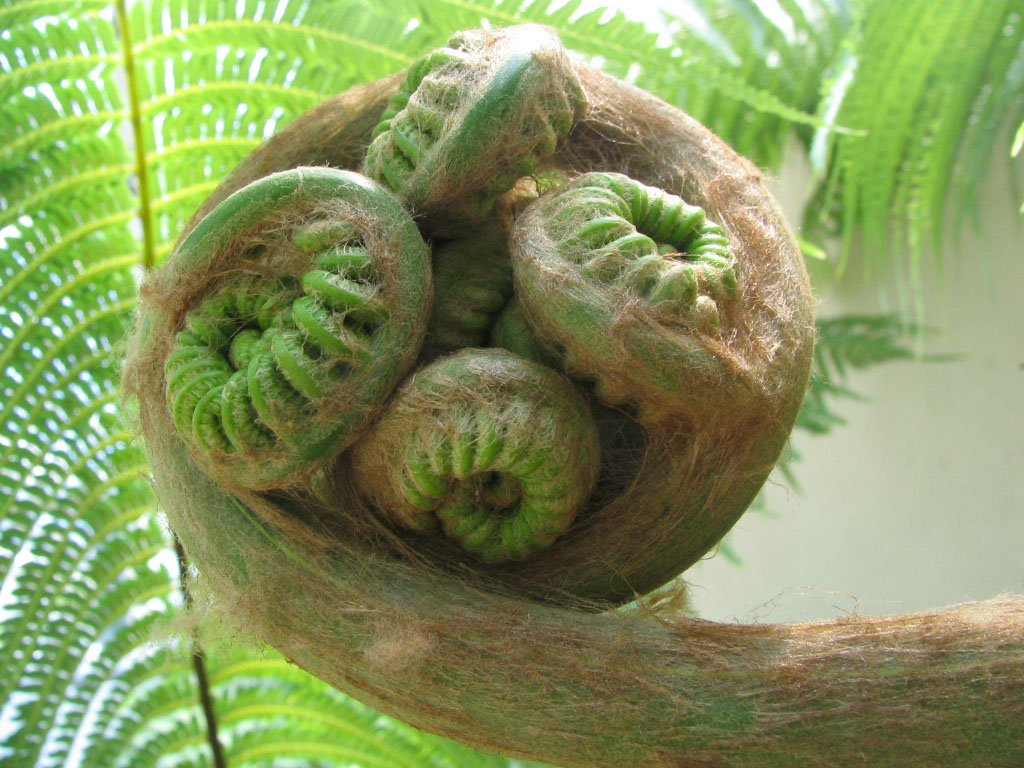

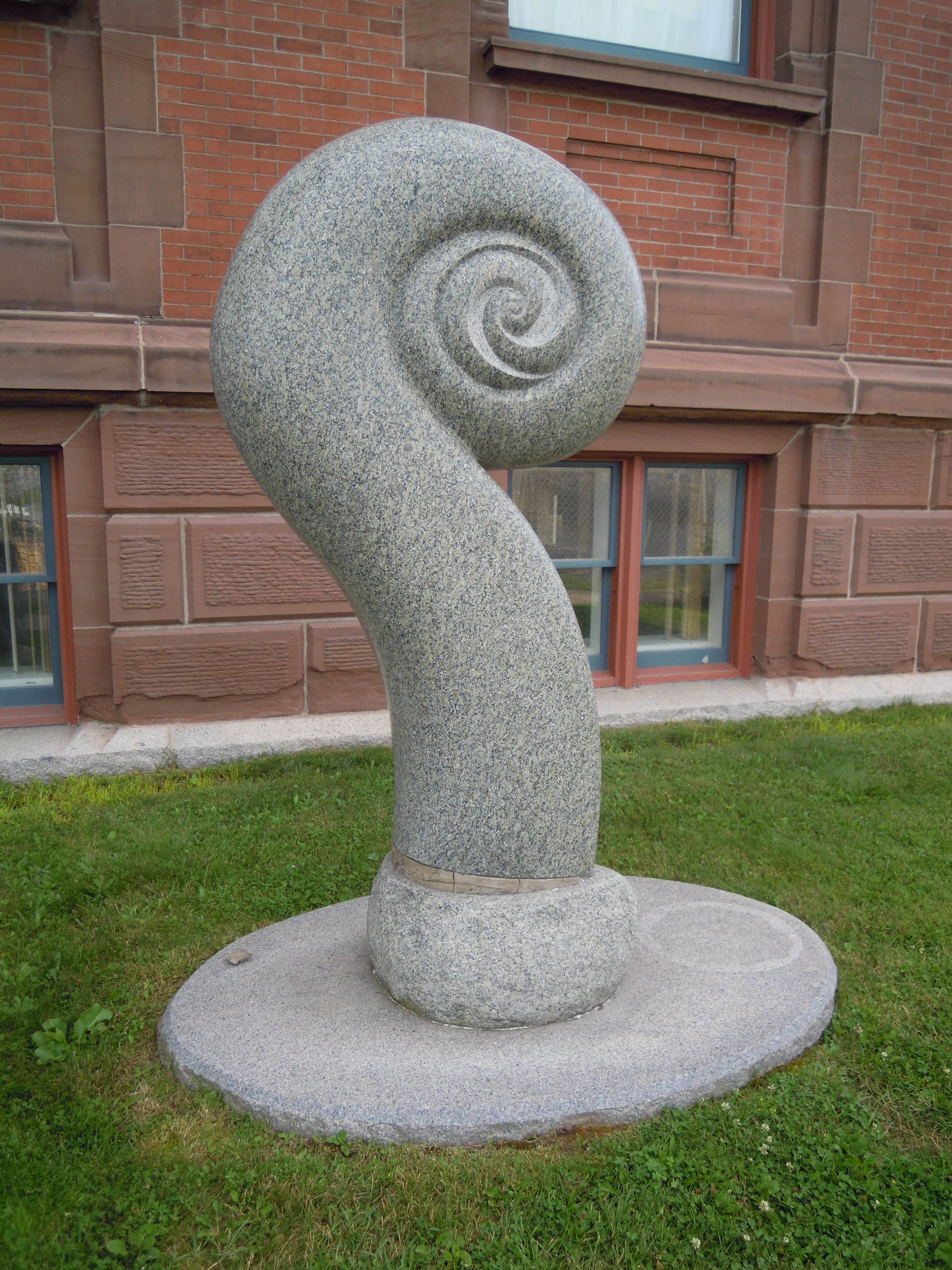
تمثال رأس سرخس في مركز سانت جون للفنون من تصميم النحات جيم بويد في سانت جون، نيو برونزويك، كندا

تُعد رؤوس السرخس أو السرخسيات السعف المتجعد من نبات السرخس الصغير،  الذي يُحصد لاستخدامه كخضار.
إذا تُرِكَت كل زهرة على النبات، فسوف تتكشف إلى سعفة جديدة (إيراق). نظرًا لأن أزهار السرخس تُحصد في وقت مبكر من الموسم، قبل أن تتفتح السعف وتصل إلى ارتفاعها الكامل، فإنها تُقطع بالقرب من الأرض. 
تحتوي رؤوس السرخس على مركب البتاكيلوسيد، وهو مركب مرتبط بسمية السرخس، والثياميناز. لا تحتوي جميع الأنواع على البتاكيلوسيد، مثل Diplazium esculentum، وهو سرخس ذو سيقان طويلة يستهلك بانتظام في أجزاء من شرق آسيا، والذي يختلف عن السرخس ( Pteridium aquilinum ).
يشبه رأس السرخس الزخارف الملتفة (اللفافة) الموجودة في نهاية آلة وترية، مثل الكمان. ويطلق عليه أيضًا اسم عصا الراعي، نسبة إلى العصا المنحنية التي يستخدمها الأساقفة، والتي يعود أصلها إلى عصا الراعي.

## أصناف
تؤكل سيقان نبات السرخس كخضروات ورقية مطبوخة. الأكثر شعبية من هذه هي:
- الجنيجية، Pteridium aquilinum يوجد في جميع أنحاء العالم (يكون ساماً إذا لم يُطهى بالكامل)
- سرخس النعام، Matteuccia struthiopteris، يوجد في المناطق الشمالية من جميع أنحاء العالم، والجزء الأوسط/الشرقي من أمريكا الشمالية (انظر التحذير الصحي)
- خنشار أنثى، Athyrium filix-femina في معظم أنحاء نصف الكرة الشمالي المعتدل.
- سرخس القرفة أو سرخس قرن الغزال، Osmunda cinnamomea، يوجد في الأجزاء الشرقية من أمريكا الشمالية ، على الرغم من أنه ليس لذيذًا مثل سرخس النعام.
- السرخس الملكي، Osmunda regalis، موجود في جميع أنحاء العالم.
- ستينوكلينا المستنقعات، أو Stenochlaena palustris، يوجد في سراوق، حيث يعتبر طعامًا محليًا شهيًا. [4] [5]
- زينماي أو السرخس المزهر،Osmunda japonica، يوجد في شرق آسيا.
- سرخس نباتي، Athyrium esculentum، يوجد في جميع أنحاء آسيا وأوقيانوسيا.

القيمة الزخرفية لرؤوس السرخس تجعلها باهظة الثمن في المناطق المعتدلة حيث لا تتوفر بكثرة.

## المصادر والحصاد

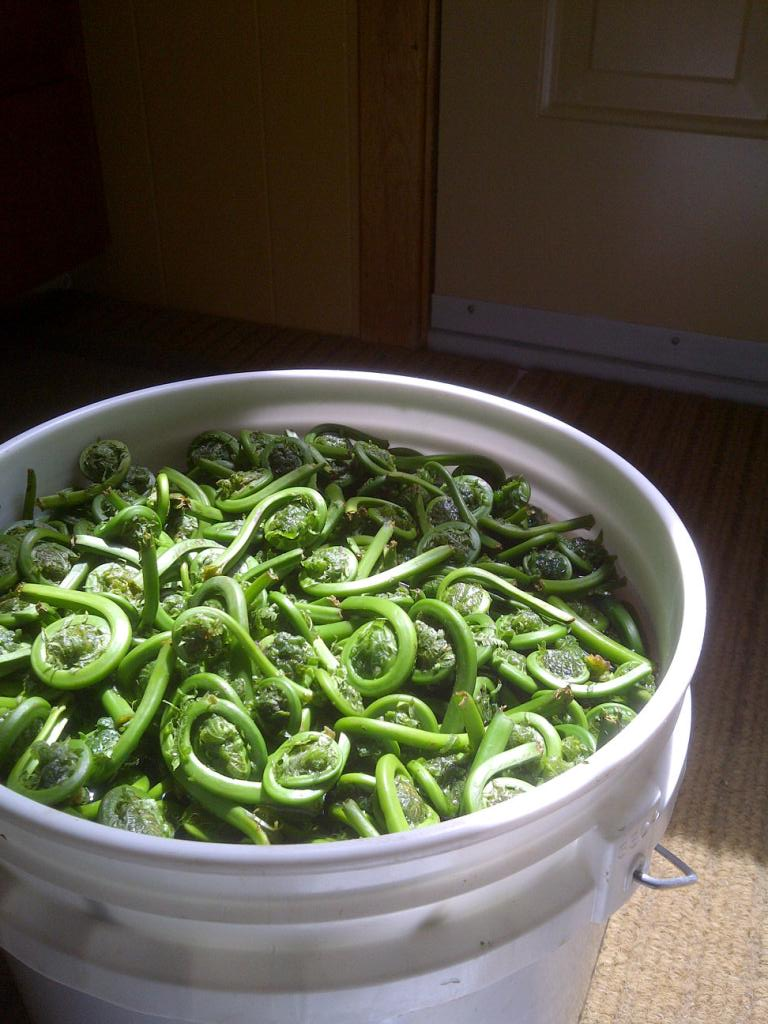
دلو من نباتات السرخس التي جُمعت حديثًا

## الاستخدامات المطبخية

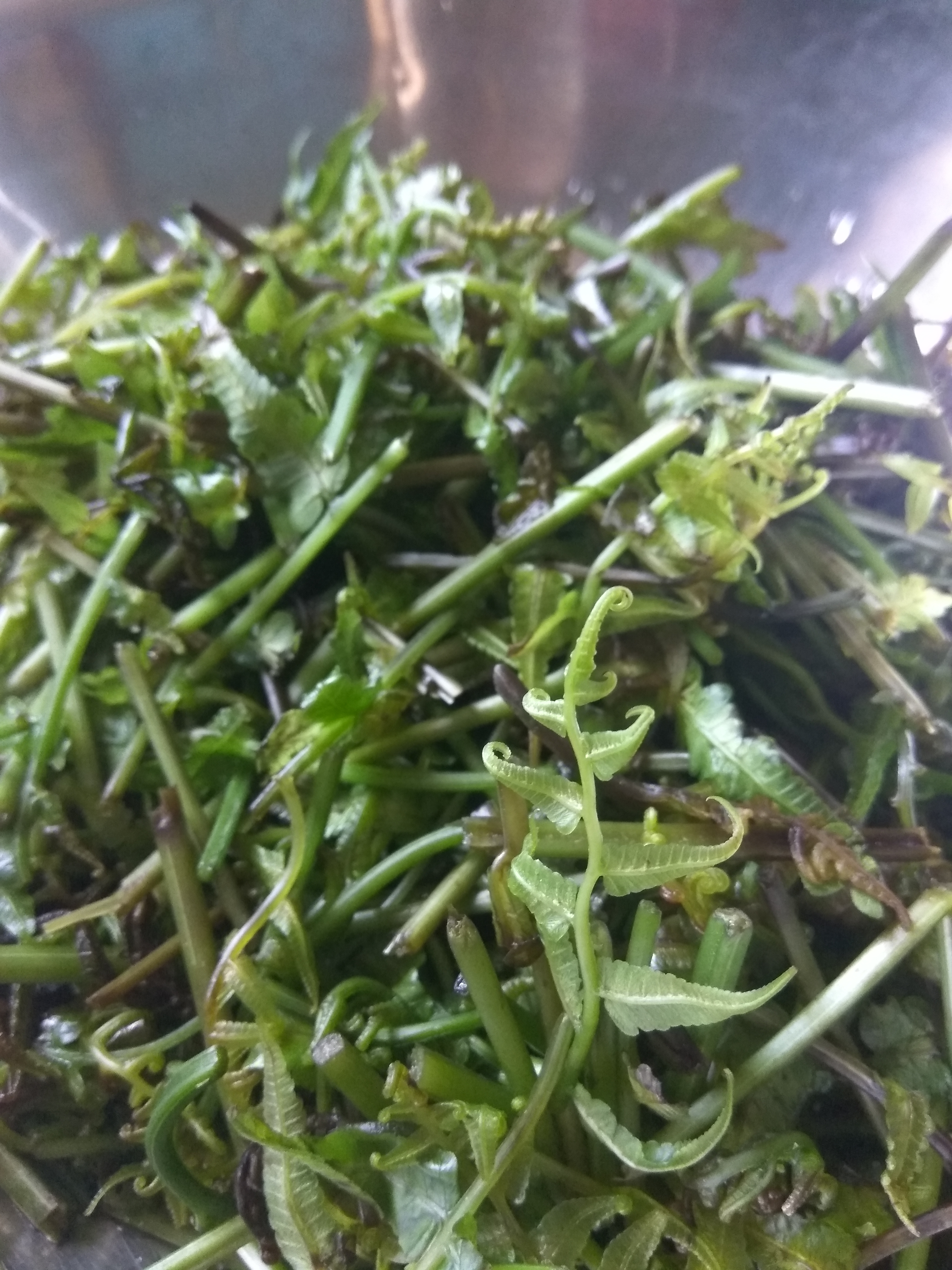
سرخس رأس الكمان كخضار